# ADM-Aeolus
ADM-Aeolus, o, pel nom llarg, Atmospheric Dynamics Mission Aeolus, és un satèl·lit de l'ESA inicialment programat per a ser llançat en el 2013-14, que finalment ho fou el 22 d'agost del 2018 a les 21:20 GMT (23:20 CEST, 18:20 hora local) des de la base de Kourou a la Guaiana Francesa.
L'ADM-Aeolus és el primer equip capaç de dur a terme observacions dels vents mundials i proporcionarà informació sol·licitada per millorar els pronòstics meteorològics.
El satèl·lit Aeolus és una part integral de la Atmospheric Dynamics Mission (ADM) programada per l'Agència Espacial Europea (ESA) com la quarta Missió Earth Explorer. L'objectiu central d'aquesta missió és promoure el coneixement de l'atmosfera de la Terra i els sistemes meteorològics. Per registrar i supervisar el temps en diferents parts del món, l'Aeolus permetrà als científics construir models complexos de l'entorn terrestre, que després es pot utilitzar per ajudar a predir la manera com el medi ambient es comportarà en el futur. Aquestes prediccions seran útils a curt termini, ja que es pot aplicar al Numerical Weather Prediction (NWP) per tal de fer pronòstics més precisos. D'aquesta manera, la missió millorarà el coneixement de tots els camps dels fenòmens meteorològics, des de l'escalfament global als efectes de la contaminació.
Els perfils del vent seran mesurats pels instruments de l'Aeolus, anomenat l'Atmospheric Laser Doppler-Lidar Instrument (Aladin). Això és un Lidar de detecció directa que incorpora un receptor dimatges en franges (analitzant els aerosols i els núvols de difusió d'ones) i un receptor de doble costat (analitzant la difusió d'ones molecular). El processament de senyals de difusió d'ones produirà perfils de línies de visió de vent per sobre dels núvols gruixuts o cap avall a la superfície en aire clar al llarg de la trajectòria del satèl·lit, cada 200 km. També pot aconseguir informació del vent en els núvols fins o al capdamunt dels núvols gruixuts. Amb el processament de dades, es pot extreure informació sobre altres elements com els núvols i els aerosols. Les dades seran disseminades als centres principals de NWP quasi en temps real.
L'ADM-Aeolus, es veu com una missió que aplanarà el camí per a futurs satèl·lits meteorològics operacionals dedicats al mesurament dels camps de vent de la Terra.

## Característiques de la missió
- Funció: Observació terrestre
- Data de llançament: 22 d'agost de 2018
- Massa de llançament: ~1000 kg
- Òrbita: Òrbita heliosíncrona en crepuscle de l'alba
- Altitud: 408 km
- Duració nominal: 3 anys